# Музей живого искусства
Музей живого искусства (англ. The Living Art Museum, исл. Nýlistasafnið, сокр. Nýló) — некоммерческий музей и выставочная площадка для инновационного и экспериментального современного искусства в Рейкьявике, Исландия.
Музей коллекционирует произведения исландских и зарубежных художников, проводит выставки, а также принимает участие в дискуссиях о современных практиках искусства.

## История

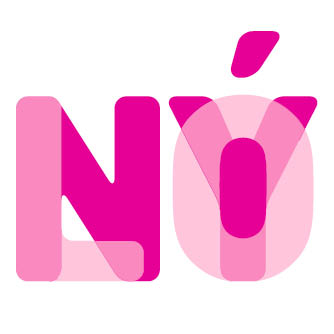
Логотип музея

Музей был основан группой из 26 художников в 1978 году как первая некоммерческая организация Исландии, управляемая художниками. Первоначально он был задуман как коллекция для сохранения произведений искусства молодого поколения художников, которые в то время были игнорированы общественностью и властями. Основатели были группой разнообразных художников на разных этапах их карьеры, в основном связанных с движением Fluxus и концептуальным искусством. 5 января 1978 года стало историческим днём, когда состоялась инаугурационная встреча, на которой была создана ассоциация Living Art Museum Association, и были заложены для последующего создания музея. С этого момента Музей живого искусства сохранил первоначальную цель — создать платформу для прогрессивных выставок и критических дискуссий о методах экспериментального искусства. Равное внимание уделяется музеем как для собрания собственной постоянной коллекции, так и проведению выставок исландских и зарубежных художников.
Когда в 1981 году в музее была организована собственная галерея, он стал местом для проведения выставок, продолжив коллекционирование художественных произведений. Первоначальная коллекция музея занимала 30 квадратных метров арендованных площадей на Mjölnisholt 14. Затем музей занял 200 м² на первом этаже в переулке Vatnsstígur 3b, где в октябре 1983 года был добавлен еще один этаж. В 1989 году исландский банк Islandsbanki приобрел это здание и расторг арендный договор, вынудив музей переместить свои фонды в арендованное хранилище на Þingholtsstræti 6. Год спустя музей снова находился на Vatnsstígur 3b и занимал занимал там 560 м² до 2001 года. В период с 2001 по 2004 год организация недолго оставалась на Vatnsstígur 3, а в 2006 году переехала в новое место на улице Laugavegur 26.

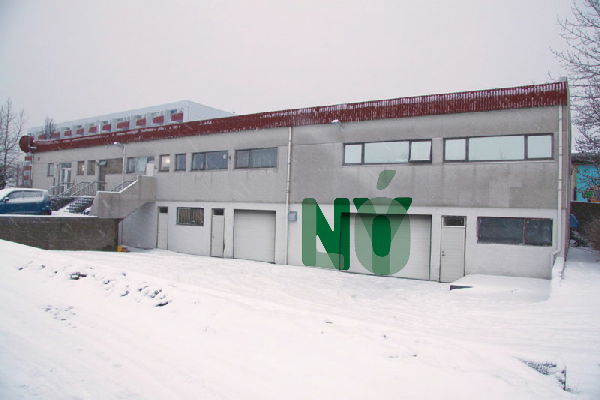
Здание музея в Breiðholt

В начале июня 2014 года музей переехал со своей коллекцией, архивами и исследовательскими помещениями на Völvufell 13-21 в рейкьявикском районе Breiðholt. В течение почти трех лет музей располагал временной галереей на верхнем этаже этого здания, бывшей пекарне. В начале 2017 года Музей живого искусства переехал на второй этаж The Marshallhouse, в район Harbor в центре Рейкьявика. Здание было бывшей фабрикой по обработке и реконструировано архитектурной фирмой Kurt og Pí. В настоящее время здесь находится галерейное пространство музея, компания Kling & Bang и Студия Олафура Элиассона. Основная коллекция музея продолжает оставаться в Breiðholt.

## Деятельность
Музей живого искусства фокусируется на современном искусстве с целью создания базы для художественного творчества и экспериментов в изобразительном искусстве. Помимо проведения 6-8 выставок ежегодно, он способствует художественному проявлению в различных формах: перформанс, экскурсии, школьные посещения и семинары.

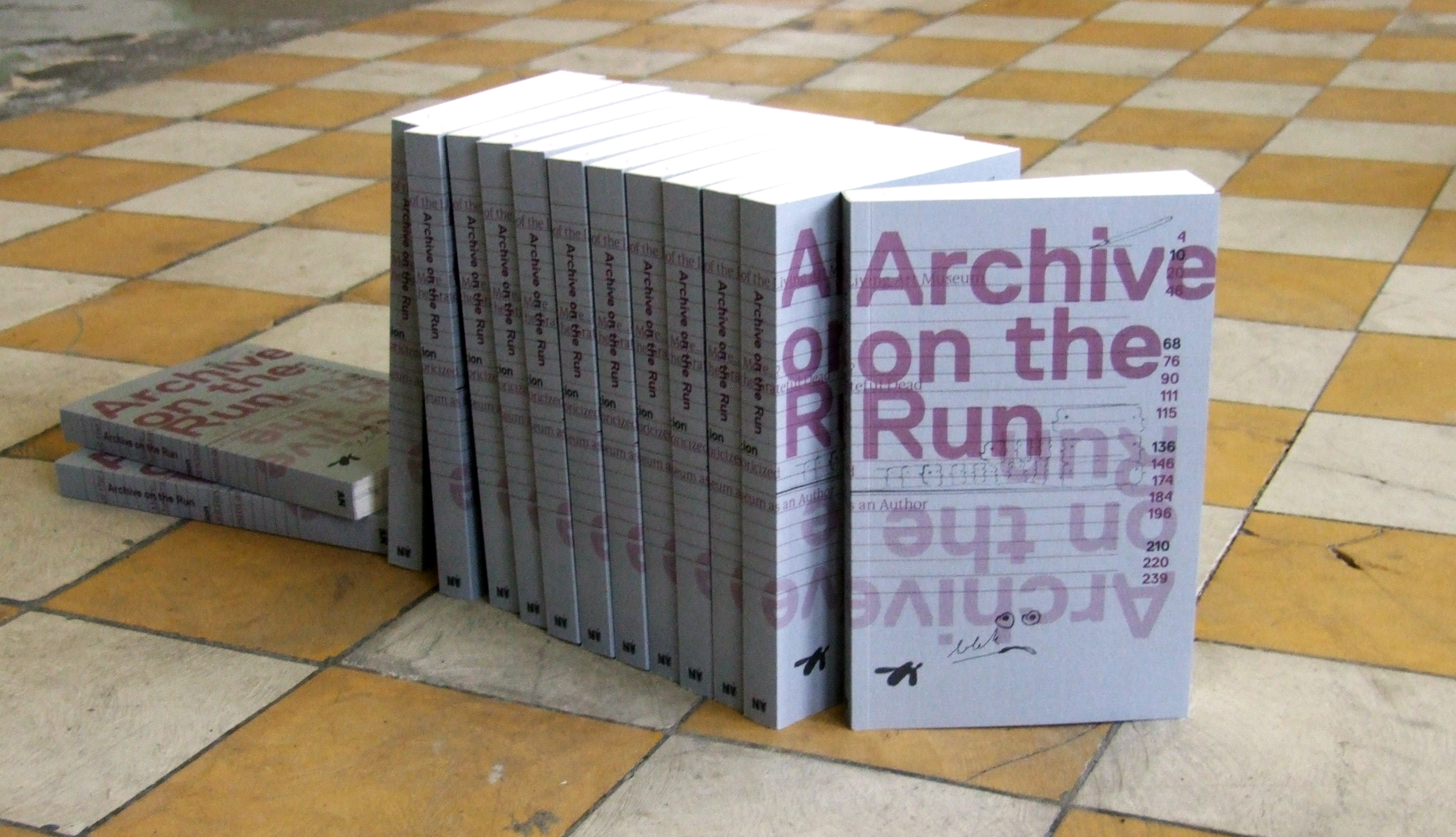
Archive on the Run

Существующий в музее архив представляет собой сборник статей и документов, связанных с музеем и выставочной историей. Состоит из каталогов, аудио- и видеофайлов, писем, фотографий, фильмов и протоколов заседаний; постоянно расширяется. В нём имеется доступная информация о художниках, выставках и других событиях, связанных с музеем, также он служит источником для исследований другими организациями. Музей участвует в национальных проектах Performance Archive и Archive of Artist-run Initiatives, которые проводятся Городским архивом Рейкьявика, Исландской художественной академией, Исландской теле-радио-вещательной компанией и Музеем кино Исландии. Музей опубликовал многочисленные каталоги художников и выставок, в числе которых: Nýlistasafnið 1978—2008; Archive on the Run; S7 — Suðurgata >> Árbær (ekki á leið) — Gallery Suðurgata 7; Bókin Án titils / Untitled.
Музей живого искусства управляется основным советом из пяти человек и вспомогательным советом из трех человек, которые ежегодно избираются. Каждый член совета может служить до двух лет и работать на добровольной основе. Поддерживается и финансируется членами Музея живого искусства, Министерством образования, науки и культуры, а также Городским советом Рейкьявика. Музей сотрудничает с другими европейскими музеями и галереями. Он является участником национальных фестивалей Sequences Art festival и Reykjavík Art Festival.

## Коллекция
В настоящее время в ней находится порядка 2 300 произведений искусства с 1950 года по настоящее время. Коллекция частично была приобретена за счет пожертвований, в том числе работ исландских художников. В коллекции есть произведения исландских художников — Кристьян Гудмундссон, Рагнар Кьяртанссон, Sigurður Guðmundsson, Hildur Hákonardóttir, Ásta Ólafsdóttir, Birgir Andrésson, Brynhilður Þorgeirsdóttir, Egill Sæbjörnsson, Finnbogi Pétursson, Ólafur Lárusson, Rúna Þorkelsdóttir, Tumi Magnússon, Ragna Hermannsdóttir, Hreinn Friðfinnsson, Magnús Pálsson, Hulda Vilhjálmsdóttir, Finnbogi Pétursson и Helgi Þorgils Friðjónsson, а также иностранных — Дитер Рот, Карстен Хеллер, Дороти Янноне, Доуэ Ян Баккер (Douwe Jan Bakker), Джон Кейдж, Франц Граф, Джон Армледер, Джозеф Бойс, Мэтью Барни, Мередит Монк, Ричард Гамильтон и Робер Филью.
Поиск музейных работ можно осуществить на сайте Sarpur.